# Saartjie Baartmanová

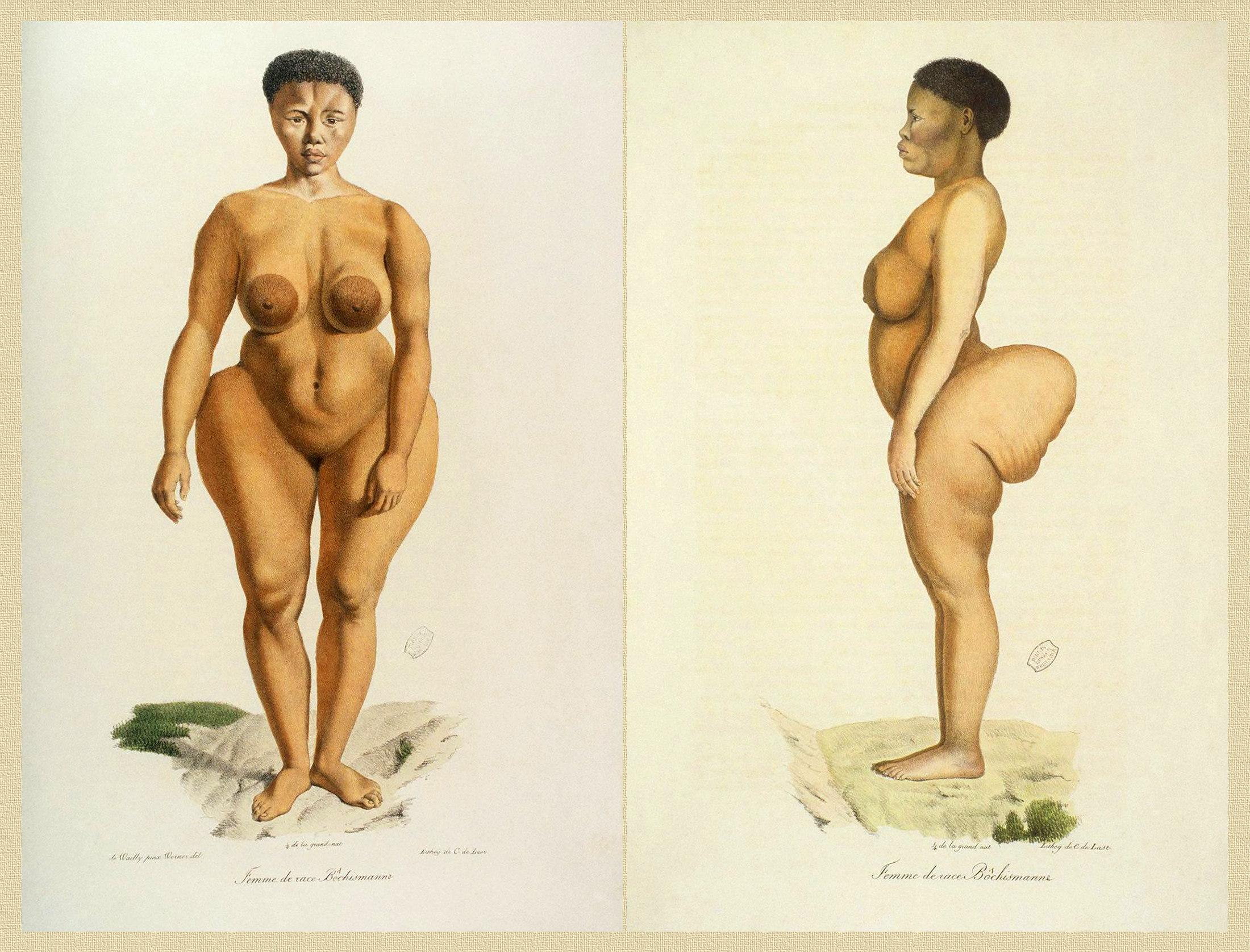
Dobová kresba Saartjie Baartmanové

Saartjie Baartmanová (nepřechýleně Baartman; asi 1789 Východní Kapsko — 29. prosince 1815 Paříž) byla khoikhoiská žena, předváděná v panoptikách jako Hotentotská Venuše.

## Život
Narodila se zřejmě roku 1789 v oblasti okolo řeky Gamtoos v jižní Africe, jako dítě upadla do otroctví. Pracovala na farmě Petera Cezara pod jménem Saartjie Baartmanová, její skutečné jméno není známo. V roce 1810 ji britský lékař William Dunlop odvezl do Londýna a za poplatek dvou šilinků ji ukazoval senzacechtivému publiku; její rysy typické pro původní obyvatele jižní Afriky, zejména steatopygie, vzbuzovaly pozornost jako anatomická kuriozita. Protože ve Velké Británii bylo otroctví zrušeno v roce 1807, stalo se její postavení předmětem vyšetřování a Dunlop musel dokazovat, že černoška vystupuje dobrovolně a dostává podíl ze zisku. V roce 1814 přešla do vlastnictví jednoho francouzského zvěřince a byla převezena do Paříže, kde byla mimo jiné nucena k prostituci. Zemřela v prosinci 1815, příčina smrti nebyla oznámena. Její pozůstatky byly vystaveny v muzeu v Angers a později v Musée de l'Homme, zkoumal je Georges Cuvier, který v duchu tehdejších rasových teorií označil znaky jako tukové polštáře na hýždích a prodloužené stydké pysky za důkaz podlidské podstaty Afričanů. V roku 2002 byly ostatky Saartjie Baartmanové převezeny z Francie do Jihoafrické republiky a pohřbeny ve městě Hankey. Téhož roku podle ní byla pojmenována loď jihoafrické pobřežní hlídky Sarah Baartman.
Osud Saartjie Baartmanové popsali spisovatelé jako Diana Ferrusová, Stephen Jay Gould, Diane Awerbucková nebo Elizabeth Alexanderová, Abdellatif Kechiche natočil v roce 2010 film Černá Venuše, v němž hrála hlavní roli Yahima Torresová. Její poslední den ztvárnili ve své opeře Saartije jihoafričtí skladatelé Hendrik Hofmeyr a Fiona Herbstová.